# 분청사기 상감모란문 항아리
분청사기 상감모란문 항아리(粉靑沙器 象嵌牡丹文 立壺)는 서울특별시 용산구, 삼성미술관 리움에 있는, 활달한 모란꽃과 잎, 연꽃과 당초문대의 문양과 장신의 호가 잘 어울리는 고려청자 전성기의 작품이다. 2004년 11월 26일 대한민국의 보물 제1422호로 지정되었다.

## 지정 사유
분청사기 상감모란문 항아리는 듬직하고 힘 있는 형태에 대담한 표현의 면상감 기법이 조화를 이루는 작품이다. 입술은 구연부의 끝에서 밖으로 완전히 젖혀지고, 짧지만 넓은 목은 곡선을 이루며 벌어져서 몸통의 크고 둥근 맛과 잘 어울린다. 어깨는 넓고 둥글게 벌어져 풍만한 양감을 보여주다가 저부로 내려오면서 완만하게 좁아들고 다시 굽 부분에서 살짝 벌어져 풍만하면서도 늘씬한 느낌을 준다. 몸통 중앙에 새겨 넣은 모란꽃 세 송이와 활짝 펼쳐진 잎들은 거의 빈 여백 없이 꽉 채우듯 백상감으로 나타내어 대담하며 거칠 데 없는 표현력을 보여주고 있다. 유약은 비교적 얇고 담록색을 띠는 투명유이며 구연과 목 부분에서 부분적으로 황록색을 보인다. 전체적으로 활짝 핀 흰색의 모란에 엷은 녹색 빛이 서려 상상 속의 꽃을 묘사한 듯 아름답다.
활달한 모란꽃과 잎, 연꽃과 당초문대의 문양과 장신의 호가 잘 어울리는 고려청자 전성기의 작품이다.

## 같이 보기
- 분청사기

## 참고 자료
- 분청사기 상감모란문 항아리 - 국가유산청 국가유산포털